# Herakleia Pontike
Koordinaten: 41° 17′ N, 31° 25′ O
Herakleia Pontike, in lateinischer Namensform Heraclea Pontica (später Bender Ereğli, heute Karadeniz Ereğli), ist eine antike Stadt an der Mündung des Kilijsu (Fluss Gülüc) in das Schwarze Meer (Pontos Euxeinos) in der heutigen Türkei.
Herakleia Pontike wurde als Kolonie Megaras ca. 560 v. Chr. gegründet, unterwarf bald die einheimischen Mariandyner und weitete ihre Macht über ein beträchtliches Territorium aus. Ursprünglich war die Wirtschaft vorwiegend agrarisch geprägt, seit der Mitte des 5. Jahrhunderts v. Chr. war die Stadt ein wichtiger Partner im Schwarzmeerhandel; ihre ökonomische Blütezeit erlebte sie im 4. Jahrhundert v. Chr.
Zunächst regierten Oligarchen in Herakleia Pontike. Klearchos, der in Athen zu den Schülern des Platon und Isokrates gehört hatte, stürzte 364/3 v. Chr. die Oligarchen, schwang sich zum Tyrannen auf und wurde 352 v. Chr. ermordet. Ihm folgte sein minderjähriger Sohn Timotheos, für den Klearchos’ Bruder Satyros bis etwa 345 v. Chr. die Vormundschaft und Regierung führte. Dionysios, ein jüngerer Bruder des Timotheos, übte seit 338/7 v. Chr. allein die Tyrannis über Herakleia aus und ernannte sich 306/5 v. Chr. nach dem Vorbild der Diadochen zum König. Er war mit einer Nichte des letzten persischen Großkönigs Dareios III. namens Amastris verheiratet, die nach dem Tod ihres Gatten (305 v. Chr.) die Herrschaft übernahm. Damals gehörte ein größerer Küstenstreifen zum Herakleia unterstehenden Territorium. Vermutlich wurde Amastris von ihren Söhnen Klearchos und Oxathres getötet, die daraufhin auf Befehl des Lysimachos, eines kurzzeitigen ehemaligen Gemahls der Amastris, hingerichtet wurden. Nun bemächtigte sich Lysimachos 284 v. Chr. Herakleias und unterstellte sie der Herrschaft seiner Gattin Arsinoë II., die einen Statthalter einsetzte und die Autonomie der Stadt beendete. Nachdem Lysimachos 281 v. Chr. gefallen war, vertrieben die Herakleoten Arsinoës Statthalter und erlangten ihre Freiheit zurück. Die Stadt geriet in Gegensatz zu den Machtbestrebungen der Seleukiden und gründeten daher ein Bündnis, die sogenannte Nördliche Liga. 188 v. Chr. schloss Herakleia einen Freundschafts- und Bündnisvertrag mit Rom. Als der große Römerfeind Mithridates VI. seinen dritten Krieg gegen Rom führte, trat Herakleia 73 v. Chr. auf die Seite des pontischen Königs und wurde ein Jahr später Teil von dessen Reich. Nach zweijähriger Belagerung nahm der römische Feldherr und ehemalige Konsul Marcus Aurelius Cotta die Stadt 70 v. Chr. ein und verwüstete sie. Seit 65/4 v. Chr. gehörte Herakleia zur Provinz Pontus und war ab 46/5 v. Chr. für wenige Jahre römische colonia. Der Triumvir Marcus Antonius unterstellte um 40 v. Chr. den griechischen Teil des Gebietes von Herakleia Adiatorix, einem Fürsten der Galater. 32/31 v. Chr., kurz vor der Schlacht bei Actium ordnete Adiatorix die Tötung der römischen Kolonisten an und wurde nach dem Triumph des Augustus 29 v. Chr. hingerichtet. Nun wurde die Stadt der Provinz Bithynia et Pontus und um 385 n. Chr. der Provinz Honorias zugeschlagen.
Nymphis von Herakleia verfasste im 3. Jahrhundert v. Chr. eine dreizehnbändige Geschichte der Stadt, von der jedoch nur Fragmente erhalten sind. Der Historiker Memnon von Herakleia schrieb im 1. oder 2. Jahrhundert n. Chr. ebenfalls eine umfangreiche Geschichte der Stadt, in der er das Werk des Nymphis als Quelle benutzte. Sie ist in Auszügen in der Biblioteca des Photios überliefert.
Herakleia Pontike ist der Geburtsort von Herakleides Pontikos.
In späteren Zeiten wurde der Ort bekannt wegen seiner Zechen, aus denen Konstantinopel einen Großteil seines Brennstoffs bezog.